# Niclas Füllkrug
Niclas Füllkrug (ur. 9 lutego 1993 w Hanowerze) – niemiecki piłkarz, występujący na pozycji napastnika w angielskim klubie West Ham United oraz w reprezentacji Niemiec. Król strzelców Bundesligi w sezonie 2022/23 (wraz z Christopherem Nkunku). Uczestnik Mistrzostw Świata 2022 oraz Mistrzostw Europy 2024.

## Kariera klubowa

### Werder Brema
Jest wychowankiem Werderu Brema. W czasach juniorskich trenował także w TuS Ricklingen i Sportfreunde Ricklingen. W 2012 roku dołączył do pierwszego zespołu Werderu. W Bundeslidze zadebiutował 28 stycznia 2012 w zremisowanym 1:1 meczu z Bayerem 04 Leverkusen. Do gry wszedł w 63. minucie, zmieniając Mehmeta Ekici. Od 24 sierpnia 2013 do 30 czerwca 2014 przebywał na wypożyczeniu w SpVgg Greuther Fürth. 

### Hannover 96 oraz 1. FC Nürnberg
1 lipca 2014 odszedł za 300 tysięcy euro do bawarskiego 1. FC Nürnberg. 
18 lipca 2016 został piłkarzem Hannoveru 96. Kwota transferu wyniosła 2,2 miliona euro. 13 stycznia 2018 roku, gdy zdobył hat-tricka przeciwko Mainz 05. Sezon zakończył z 14 bramkami, co zwróciło uwagę selekcjonera reprezentacji Niemiec.
Latem 2018 roku Borussia Mönchengladbach złożyła ofertę transferową w wysokości 18 milionów euro, a zainteresowanie wyrazili również angielskie kluby. Hannover postanowił jednak zatrzymać Füllkruga, przedłużając jego kontrakt do 2022 roku.
30 września 2018 roku podczas meczu z Eintrachtem Frankfurt doznał kontuzji kostki, ale zdołał wrócić na boisko w kolejnym spotkaniu, które Hannover wygrał 3-1 z VfB Stuttgart. 
Mimo problemów z kolanem zagrał jeszcze w dwóch meczach, zanim ból, związany z wcześniejszą kontuzją, zmusił go do przerwy. Po konsultacji ze specjalistą wrócił do treningów 20 listopada i rozegrał cztery kolejne mecze.
Niestety, kilka dni po opuszczeniu meczu z SC Freiburg z powodu bólu kolana, ogłoszono, że kontuzja jest poważna i wykluczy go z gry do końca sezonu. Ujawniono, że Füllkrug doznał uszkodzenia chrząstki w prawym kolanie, co było już trzecim takim urazem w jego karierze.

### Powrót do Werderu Brema
W kwietniu 2019 roku ogłoszono, że powróci do Werderu Brema. Kwota transferu wyniosła między 6,3 a 7 milionów euro, z 10% prowizją dla 1. FC Nürnberg. 
We wrześniu 2019 roku Füllkrug ponownie doznał kontuzji kolana, co spowodowało, że wystąpił tylko w 11 meczach, zdobywając 4 bramki.
26 września 2020 roku zdobył swój drugi hat-trick w Bundeslidze w wygranym 3-1 meczu z Schalke 04. 
Na początku sezonu 2021-2022 stracił miejsce w składzie na rzecz nowego zawodnika, Marvina Duckscha. Jednak po przyjściu trenera Ole Wernera, Füllkrug i Ducksch stworzyli skuteczny duet, co pozwoliło napastnikowi zdobyć 19 bramek i pomóc Werderowi Brema wrócić do Bundesligi.
W sezonie 2022-2023, na początku rozgrywek Bundesligi zdobył 10 bramek w 14 meczach, co zaowocowało powołaniem do reprezentacji Niemiec na Mistrzostwa Świata w 2022 roku.
Sezon zakończył z 16 bramkami na koncie, zostając współkrólem strzelców Bundesligi, co uczyniło go pierwszym zawodnikiem Werderu z tym osiągnięciem od czasów Miroslava Klose w sezonie 2005-2006.

### Borussia Dortmund
31 sierpnia 2023 roku niemiecki klub Borussia Dortmund ogłosił podpisanie trzyletniego kontraktu z Füllkrugiem za opłatą wynoszącą 13 milionów euro plus 2 miliony w bonusach.
29 września zdobył swoją pierwszą bramkę w barwach klubu, w wygranym 3-1 meczu wyjazdowym przeciwko Hoffenheim. 7 listopada strzelił swojego pierwszego gola w Lidze Mistrzów, przyczyniając się do zwycięstwa 2-0 nad Newcastle United. 28 stycznia 2024 roku zdobył swojego pierwszego hat-tricka, w tym dwie bramki z rzutów karnych, w wygranym 3-1 meczu z VfL Bochum.
7 kwietnia 2024 roku zdobył bramkę wyrównującą w meczu przeciwko Atlético Madryt, co pomogło drużynie awansować do półfinału Ligi Mistrzów po raz pierwszy od jedenastu lat. Pierwszego maja strzelił jedynego gola w meczu, zapewniając zwycięstwo 1-0 nad Paris Saint-Germain w pierwszym meczu półfinałowym Ligi Mistrzów. 
1 czerwca 2024 roku przegrał w finale Ligi Mistrzów z Realem Madryt wynikiem 0:2.
Füllkrug zakończył swój pierwszy sezon w Bundeslidze z Dortmundem jako drugi najlepszy strzelec klubu z 12 bramkami.

### West Ham United
5 sierpnia 2024 przeszedł do angielskiego West Hamu za kwotę 27 milionów funtów, podpisując czteroletni kontrakt z klubem.

## Kariera reprezentacyjna
W listopadzie 2022 roku został powołany do reprezentacji Niemiec na Mistrzostwa Świata w 2022 roku w Katarze. Zadebiutował w meczu towarzyskim przeciwko Omanowi, wchodząc z ławki i zdobywając bramkę. 
27 listopada zdobył swojego pierwszego gola na Mistrzostwach Świata w zremisowanym 1-1 meczu przeciwko reprezentacji Hiszpanii. 
1 grudnia strzelił bramkę w wygranym 4-2 spotkaniu z reprezentacją Kostaryki, jednak Niemcy odpadli z turnieju na etapie fazy grupowej, kończąc na trzecim miejscu z powodu gorszego bilansu bramkowego.
Füllkrug został powołany do kadry Niemiec na Mistrzostwa Europy 2024. 14 czerwca 2024 roku zadebiutował w Mistrzostwach Europy, wchodząc na boisko w 63. minucie i pięć minut później zdobył bramkę, pomagając gospodarzom turnieju pokonać Szkocję 5-1 w meczu otwarcia.
23 czerwca strzelił bramkę wyrównującą w doliczonym czasie gry, ratując remis 1-1 z Szwajcarią w ostatnim meczu fazy grupowej, co zapewniło jego drużynie awans do fazy pucharowej z pierwszego miejsca w grupie.

## Sukcesy

### Werder Brema
- Król strzelców Bundesligi: 2022/23

### Borussia Dortmund
- Finalista Ligi Mistrzów: 2023/24